# Jean de la Croix

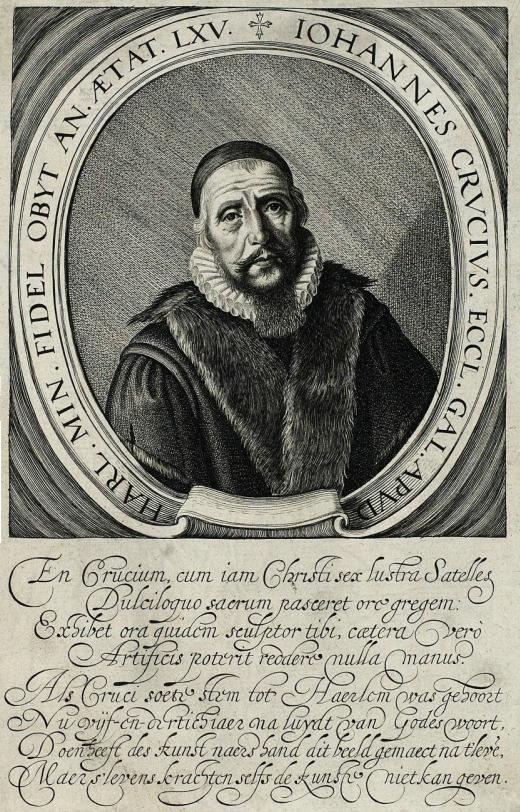
Johannes Crucius, Kupferstich von Jan van de Velde nach einem Gemälde von Frans Hals

Jean de la Croix, latinisiert Johannes Crucius (* 1560 in Rijsel; † 7. Februar 1625 in Haarlem) war ein niederländischer (wallonischer) evangelisch-reformierter Geistlicher während des Achtzigjährigen Krieges.

## Biografie
Jacobus de la Croix, der Vater, war ein Mitglied der wallonischen Gemeinde von Middelburg, wo er zeitweise auch Kirchenältester war.
Jean de la Croix studierte Theologie an der Genfer Akademie (1585) und an der Universität Heidelberg (1586). 1588 war er kurzzeitig in Frankfurt am Main, und die Wallonengemeinde in Aachen versuchte, ihn als Prädikanten zu gewinnen. De la Croix entschied sich aber, sein Studium fortzusetzen an der Universität Leiden (1589). 
1590 trat er seine erste Pfarrstelle in der wallonischen Gemeinde von Haarlem an, die zu seiner Zeit durch den Zustrom von Emigranten wuchs. Er wurde der Nachfolger von Jean Taffin, der ihn in sein Amt einführte und mit dem er eng verbunden blieb. Er nahm auch überregionale Aufgaben wahr und wurde als Delegierter zu der Dordrechter Synode 1618/19 entsandt.
De la Croix übersetzte theologische Werke aus dem Niederländischen und Lateinischen ins Französische; er verwandte viel Mühe auf die Übersetzung eines französischen pietistischen Werks seines Amtsvorgängers Taffin ins Niederländische (De boetveerdicheydt des levens, vervaet in vier boeken), wobei er die Hilfe von Freunden hatte, da er sich sprachlich nicht kompetent genug fühlte. Das Buch erlebte zahlreiche Auflagen.
Jean de la Croix war verheiratet mit Elisabeth Stoock. Unter den Kindern aus dieser Ehe wurde Jacobus Arzt und Nicolaas und Johannes Pfarrer.